# Pia Sundhage
Pia Mariane Sundhage (Ulricehamn, 13 febbraio 1960) è un'allenatrice di calcio ed ex calciatrice svedese, di ruolo attaccante.
Pia Sundhage è stata l'allenatrice della nazionale femminile di calcio degli Stati Uniti d'America dal 2008 al 2012, vincendo due medaglie d'oro ai giochi olimpici del 2008 e del 2012 e arrivando seconda al campionato mondiale 2011. Nel 2012 ha vinto il FIFA World Coach of the Year riservato agli allenatori di calcio femminile. Dal 1º dicembre 2012 ad agosto 2017 è stata l'allenatrice della nazionale femminile di calcio della Svezia, assumendo dal 2018 l'incarico di tecnico della formazione svedese femminile Under-17. Dal 2019 al 2023 ha guidato nuovamente una nazionale maggiore femminile, quella brasiliana, lasciando l'incarico dopo il deludente risultato ottenuto al Mondiale di Australe e Nuova Zelanda 2023
. Dal 2024 è allenatrice della nazionale svizzera femminile.

## Carriera

### Giocatrice

#### Club
Pia Sundhage ha iniziato la sua carriera nelle giovanili dell'IFK Ulricehamn, la squadra della sua città natale, per poi passare al Falköpings KIK nel 1978. Successivamente gioca per tre stagioni nel Jitex dal 1979 al 1981, e per due stagioni nell'Öster, per poi tornare al Jitex nel 1984. Nel 1985 si divide tra la R.O.I. Lazio nel campionato italiano, lo Stattena IF e il Jitex. Dopo una sola stagione nell'Hammarby IF DFF torna al Jitex fino al 1989. Nel 1990 ritorna all'Hammarby IF DFF, dove chiude la carriera al termine della stagione calcistica 1996. Al Jitex gioca complessivamente 146 partite segnando 164 reti, mentre all'Hammarby IF DFF gioca 129 partite segnando 44 reti.

#### Nazionale
Ha giocato per la nazionale svedese dal 1975 al 1996, collezionando 146 presenze e 71 reti realizzate. Ha partecipato al campionato mondiale del 1991, conquistando la medaglia di bronzo e segnando quattro reti, e al campionato mondiale del 1995. Era, inoltre, nella squadra olimpica svedese che ha partecipato ai giochi della XXVI Olimpiade, tenutisi ad Atlanta. Pia Sundhage è stata miglior marcatrice con 3 reti e migliore giocatrice del torneo ai Campionato europeo femminile di calcio 1984. Fu suo nella partita finale contro l'Inghilterra il calcio di rigore che decretò la vittoria del torneo da parte della Svezia. Con la nazionale svedese conquista il terzo posto nel Campionato europeo femminile di calcio 1989 e da capitano il secondo posto nell'edizione del 1995. Nel 1989 Pia Sundhage ha segnato la prima rete in una partita di calcio femminile giocata allo Stadio di Wembley, partita vinta dalla Svezia sull'Inghilterra per 2-0

### Allenatrice

#### Club
Pia Sundhage ha iniziato la sua carriera di allenatrice in Svezia. Inizialmente nel doppio ruolo di allenatrice/giocatrice nell'Hammarby IF DFF dal 1992 al 1994. In seguito, come assistente del Vallentuna BK prima e dell'AIK dopo. Nel 2001 si trasferisce negli Stati Uniti, dove continua per due anni nel ruolo di assistente nei Philadelphia Charge nella Women's United Soccer Association (WUSA). Nel 2003 diventa allenatrice dei Boston Breakers vincendo il titolo e venendo premiata come allenatrice dell'anno. A seguito della chiusura della WUSA, ritornò in Svezia, dove allenò prima il Kolbotn e poi l'Örebro.

#### Nazionale
Nel corso del campionato mondiale del 2007 è stata assistente di Marika Domanski-Lyfors alla guida della nazionale cinese.
Il 13 novembre 2007 viene nominata allenatrice della nazionale degli Stati Uniti, diventando la terza donna ad allenare la nazionale statunitense. Alla guida degli Stati Uniti vince la Algarve Cup 2008 e due medaglie d'oro ai giochi olimpici del 2008 e del 2012. Perde la finale della Algarve Cup 2009 ai rigori contro la Svezia, ma si riscatta l'anno successivo sconfiggendo la Germania in finale. Conquista il secondo posto al campionato mondiale 2011, perdendo la finale ai calci di rigore contro il Giappone.
Il 1º settembre 2012 annuncia le sue dimissioni da allenatrice degli Stati Uniti per guidare la nazionale svedese. Sotto la sua guida la nazionale degli Stati Uniti ha vinto 91 partite, ne ha pareggiate 6 e perse 10.
Come allenatrice della Svezia ha conquistato il terzo posto al campionato europeo 2013 disputatosi in Svezia, mentre nel Mondiale di Canada 2015 viene fermata dalla Germania agli ottavi di finale.

## Palmarès

### Giocatrice

#### Club
- Campionati di calcio svedesi: 4

Jitex: 1979, 1981, 1984, 1989
- Coppa di Svezia: 4

Jitex: 1981, 1984
Hammarby IF DFF: 1994, 1995

#### Nazionale
- Campionato europeo femminile di calcio: 1

Svezia: 1991

#### Individuale
- UEFA Golden Player: 1

1984

### Allenatrice

#### Nazionale
- Giochi olimpici: 2

Stati Uniti: 2008, 2012
- Algarve Cup: 3

Stati Uniti: 2008, 2010, 2011
- Argento olimpico: 1

Rio de Janeiro 2016

#### Individuale
- FIFA World Coach of the Year: 1

2012